# RGD肽
RGD肽（全称精甘天冬氨酸肽，英語：或Arginylglycylaspartic acid）是由L-精氨酸、甘氨酸和L-天冬氨酸组成的三肽序列，存在于从黑腹果蝇到人类的许多动物的细胞外基质中，是细胞识别中的常用元件，因而作为研究细胞识别常用的生化工具。
RGD肽是一种细胞粘附序列，可以模仿细胞粘附蛋白并与整合素αVβ3结合，并可用于组织工程中的合成支架，以增强细胞附着，模仿体内(in vivo)的条件。